# Elektroid

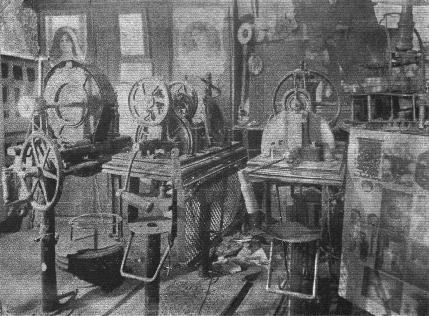
Maszyna Rychnowskiego wytwarzająca elektroid.

Elektroid (także eteroid ) – substancja będąca zmaterializowaną energią, którą postulował pod koniec XIX wieku polski wynalazca oraz inżynier Franciszek Rychnowski . Jej istnienie jest dyskusyjne, a wyjaśnienia dotyczące właściwości oraz działania uchodzą obecnie za niesprawdzoną empirycznie pseudonaukę.

## Historia

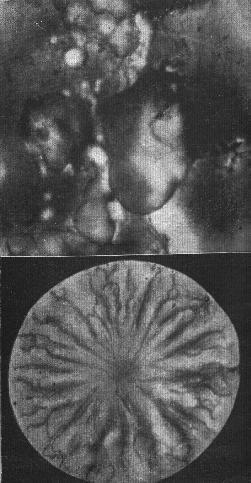
Sfery plazmy Rychnowskiego.

Wynalazcą oraz autorem koncepcji elektroidu był polski inżynier i wynalazca Franciszek Rychnowski, który w 1879 zbudował dynamoelektryczne maszyny przeznaczone dla oświetlenia sali sejmowej w nowo powstającym gmachu Sejmu Krajowego we Lwowie, na które uzyskał cesarsko-królewski patent. W 1891 podczas realizacji projektów inżynierskich we Lwowie zaobserwował anomalie elektryczne, których nie potrafił wyjaśnić na gruncie swojego dotychczasowego doświadczenia oraz nauki. Podjął nad nimi badania i w roku 1896 stworzył maszynę, dzięki której, jak twierdził, odkrył materię będącą pierwotną i nieznaną dotychczas nauce formą energii.

### Elektroid
Rychnowski nazwał substancję elektroidem i porównywał go do eteru posiadającego energię, która tylko wówczas jest skuteczna i może oddziaływać na inne ciała, gdy na swojej drodze napotka jakąś uaktywniającą go przeszkodę . Koncepcja elektroidu w późniejszym okresie została nazwana także koncepcją eteroidu. W założeniu odkrywcy eteroid to energia życiowa będąca podstawą wszystkich zjawisk fizycznych. Później podobne koncepcje głosili również inni naukowcy: Henri Bergson – élan vital i Wilhelm Reich – orgon, które wraz z teorią inżyniera Rychnowskiego uchodzą obecnie za pseudonaukę. Tak „Tygodnik Ilustrowany” opisywał pozyskiwanie elektroidu:

Z machiny elektroid wypływa z szelestem przez rurkę; odczuwa się przytem orzeźwiający zapach i chłodny powiew. Przedmioty, włożone w rurkę, wyrzucane zostają z taką siłą, że wybijają otwór w przeponie papierowej. W ciemni elektroid wypływa w postaci kulki świetlnej. Znajdujące się w bliskości próżne okrągłe naczynia jaśnieją wtedy światłem księżycowym, wykazują przybytek wagi, przyciągają inne naczynia i przedmioty, wykazują na koniec podwójny ruch: obrót około własnej osi i około snopka światła. Elektroid jest materyą bardzo subtelną, lecz zdaje się ważką; wywiera ciśnienie na ścianki naczynia, można go też nazbierać i w naczyniu przez kilka dni przechowywać. Padając pod kątem na płytę, elektroid odbija się pod tym samym kątem w postaci widocznego snopka światła, jednocześnie wytwarza na płycie promienistą gwiazdę, której skraine promienie odkrywają się i zmieniają w świecące kuleczki. Na płytę fotograficzną elektoid działa nawet przez ciała, nieprzenikliwe dla zwykłego światła

### Urządzenie do wytwarzania elektroidu
Urządzenie do wytwarzania elektroidu skonstruowane przez Rychnowskiego nigdy nie zostało zbadane przez fachowców, ponieważ utrzymywał on jego budowę w tajemnicy. Z wyjątkiem zdjęć wykonanych na przełomie XIX i XX wieku nie ma żadnej technicznej dokumentacji urządzenia.
Według opisu naocznego świadka, jednego z dziennikarzy lwowskiej gazety „Słowo Polskie”, przyrząd Rychnowskiego składał się z półkolistego szklanego cylindra, w którego wnętrzu znajdował się duży walec poruszający się ruchem obrotowym i uruchamiany za pomocą korby. Na górze oraz dole urządzenia znajdowały się dwa wyloty w postaci rurek zrobionych z gutaperki, które wpadały do jego wnętrza.

### Kontrowersje i krytyka
W tym samym roku poinformował o swoim odkryciu światowe Akademie Umiejętności w Petersburgu, Rzymie, Sztokholmie, Filadelfii i Krakowie. Odkrycie w krótkim czasie zdobyło międzynarodowy rozgłos i pisała o nim prasa naukowo-techniczna w Europie, m.in.: Revue du Monde Invisible, Die ûebersinnt. Welt, La Radiographie, Psychologische Studien, Electrical Engineer oraz prasa popularna, np. Le Radical. O inżynierze Rychnowskim oraz elektroidzie pisał również szereg polskich tytułów. Jako pierwszy wydarzenie opisał „Kurjer Warszawski”, a później także „Tygodnik Ilustrowany”, „Słowo Polskie”, „Czas”, „Kosmos”, „Krytyka" i wiele innych. W swoich tygodniowych kronikach 2, 16 i 30 lipca 1899 o odkryciu wspomniał również Bolesław Prus. 
Już w momencie publikacji w mediach wywiązała się na ten temat polemika. Wynalazca zdobył bezkrytycznych zwolenników oraz sceptycznych krytyków. Pracownię Rychnowskiego we Lwowie odwiedził wówczas inny sławny polski wynalazca Jan Szczepanik, a proces tworzenia elektroidu obserwowała komisja inżynierów z Politechniki Lwowskiej. Nie potrafili oni jednak zająć jednoznacznego stanowiska na ten temat z powodu utajnienia przez Rychnowskiego kulisów całego procesu oraz szczegółów konstrukcyjnych urządzenia do wytwarzania elektroidu.
Z dystansem do wynalazku podchodził również Szczepanik, który uczestniczył w pokazach dla dziennikarzy organizowanych przez wynalazcę. Stwierdził, że do niektórych efektów uzyskiwanych przez wynalazcę nie potrzeba wcale nowej, tajemniczej siły, gdyż można je wytłumaczyć na gruncie konwencjonalnej nauki, jednocześnie przyznał jednak, że pewnych rzeczy nie jest w stanie wyjaśnić, nie mając dostępu do źródłowych danych. Szczepanika irytowała atmosfera tajemnicy i sensacji tworzona wokół elektroidu przez media oraz samego wynalazcę. Nigdy jednak jednoznacznie nie potwierdził ani nie zanegował prawdziwości teorii elektroidu. Rychnowski do końca życia utrzymywał swój sekret w tajemnicy, zabierając go do grobu i dlatego towarzyszące wynalazkowi kontrowersje również dzisiaj mogą stać się przedmiotem polemiki.

## Eteroid w popkulturze
Temat wynalazku podjęty został przez Andrzeja Pilipiuka, który zadedykował mu powieść (napisaną pod pseudonimem Tomasz Olszakowski). Książka Wynalazek inżyniera Rychnowskiego jest jedną z kontynuacji serii Pan Samochodzik .